# Mark Knopfler

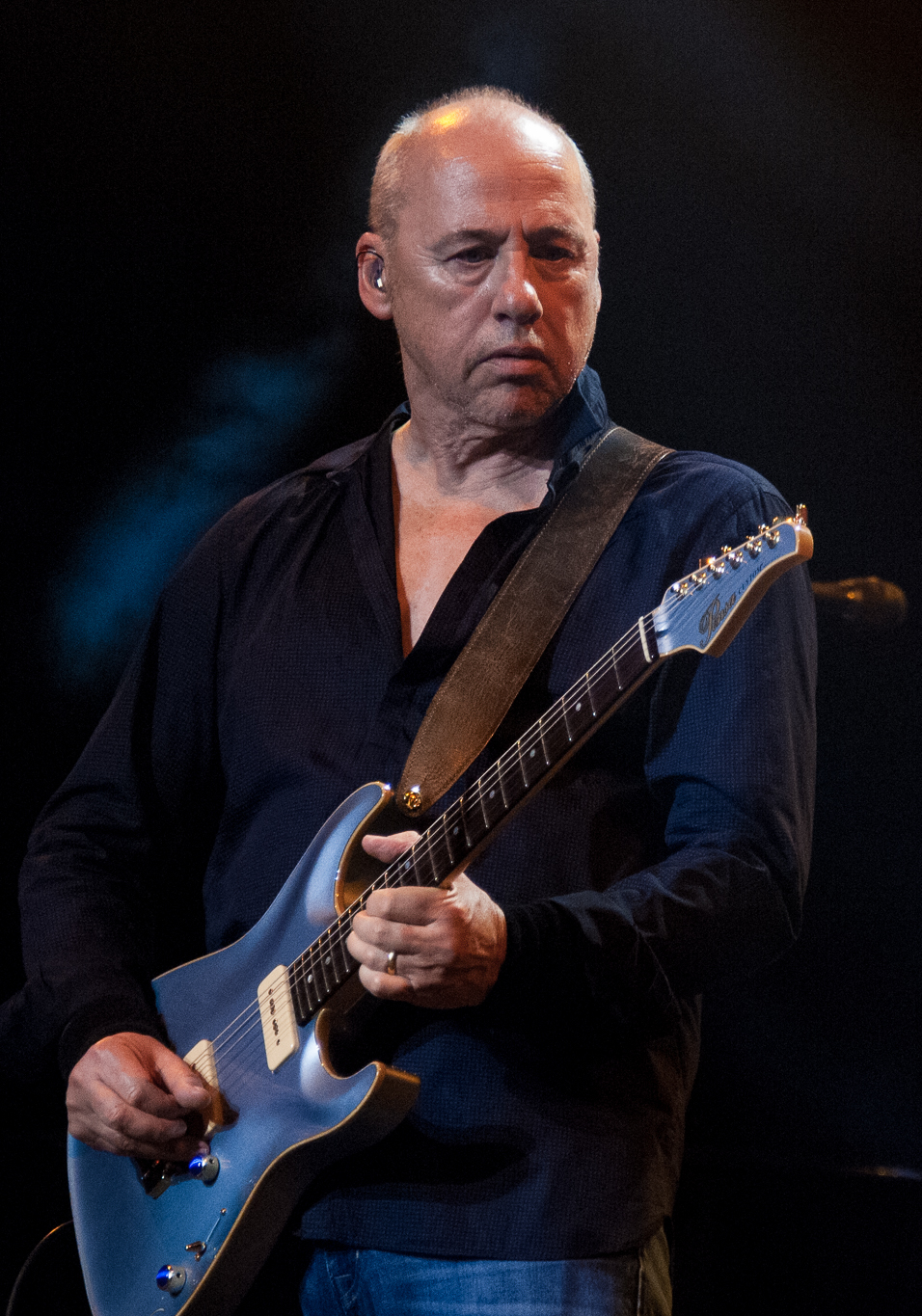
Mark Knopfler, 2015

Mark Freuder Knopfler OBE [maːk frɔɪdə ˈnɔpflə] (* 12. August 1949 in Glasgow) ist ein britischer Gitarrist, Sänger und Songwriter. Der mehrfache Grammy-Gewinner war Kopf und Mitgründer der Rockgruppe Dire Straits, mit der er weltweit bekannt wurde. Auch solo ist er erfolgreich. Mit insgesamt etwa 120 Millionen verkauften Tonträgern zählt er zu den „Best-selling music artists“ der Musikgeschichte. Er gehört zu den bekanntesten E-Gitarristen der Welt und schrieb Soundtracks für mehrere Filme.

## Jugend und Familie

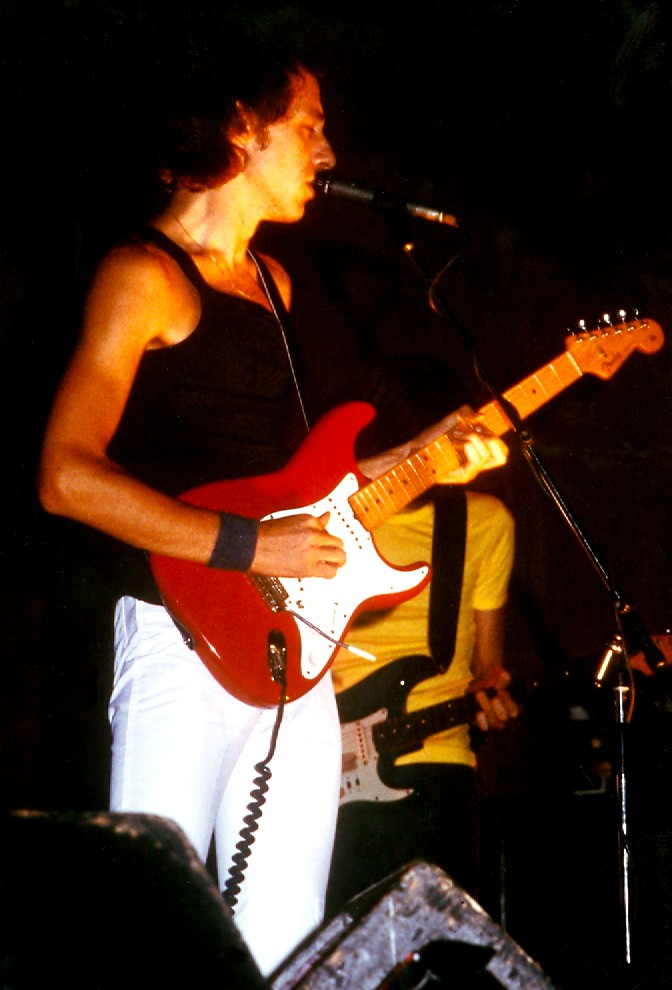
Mark Knopfler, 1979

Knopflers ungarischer Vater jüdischen Glaubens Erwin Knopfler (1909–1993) war Architekt, der 1939 wegen seiner Konfession und antifaschistischer Sympathien aus Ungarn flüchtete. Mark Knopfler bezeichnete ihn später als marxistischen Agnostiker. Knopflers englische Mutter Louisa Mary Knopfler war Lehrerin.
Mark Knopfler wurde 1949 im schottischen Glasgow geboren und zog im Alter von sieben Jahren mit seinen Eltern in das im Nordosten Englands gelegene Blyth, die Heimatstadt seiner Mutter. Als Teenager lernte er das Gitarrespielen und begann nach der Schulzeit für die Yorkshire Evening Post in Leeds zu schreiben. Zusammen mit gelegentlichen Auftritten in Clubs konnte er damit sein Journalistikstudium an der University of Leeds finanzieren, das er 1973 abschloss. Später war er auch Dozent am Loughton College in Leeds.
In erster Ehe war er mit einer Jugendfreundin verheiratet. Aus seiner zweiten Ehe mit Lourdes Salomone stammen Zwillingssöhne. Mark Knopfler lebt mit seiner dritten Frau Kitty Aldridge, einer englischen Schauspielerin, und den beiden gemeinsamen Töchtern in Notting Hill.

## Dire Straits
1977 gründete er in London mit seinem Bruder David Knopfler, dem Bassisten John Illsley und dem Schlagzeuger Pick Withers die Band Dire Straits. Der Name der Gruppe, der „ernste Notlage“ bedeutet, bezieht sich auf die damals schwierige finanzielle Situation der Band. 1978 erschien das Album Dire Straits, das mit Sultans of Swing auch den ersten Hit enthielt. In den folgenden Jahren kristallisierte sich Mark Knopfler als Kopf der Band heraus. Bis auf Bassist Illsley wechselten die Bandmitglieder mehrfach. Wichtigster musikalischer Begleiter für Knopfler wurde Guy Fletcher, der 1985 Mitglied der Dire Straits geworden war und ihn bei seinem Nebenprojekt Notting Hillbillies und allen Soloalben unterstützte.
1985 hatten die Dire Straits mit dem Album Brothers in Arms ihren größten Erfolg. Ihr nächstes und zugleich letztes Studioalbum On Every Street erschien erst 1991. Nach der anschließenden Tour konzentrierte sich Knopfler auf seine Solokarriere, mit der er nahtlos an die Erfolge mit Dire Straits anknüpfte.

## Solokarriere
Mit dem Soundtrack zu dem Film Local Hero veröffentlichte Knopfler 1983 sein erstes Soloalbum. Neben seinen Aufnahmen unter eigenem Namen bzw. mit den Dire Straits ist Knopfler auch Gastmusiker und Produzent. Er arbeitete unter anderem mit bekannten Country-Musikern wie seinem Vorbild Chet Atkins oder John Anderson, aber auch mit Eric Clapton, Van Morrison, Randy Newman und Sting zusammen. Für Tina Turner schrieb er den Song Private Dancer und verhalf ihr damit 1984 zu ihrem Comeback. Gemeinsam mit Withers begleitete Knopfler 1978 Bob Dylan bei den Aufnahmen zu dessen Album Slow Train Coming. 1983 produzierte er für ihn das Album Infidels.

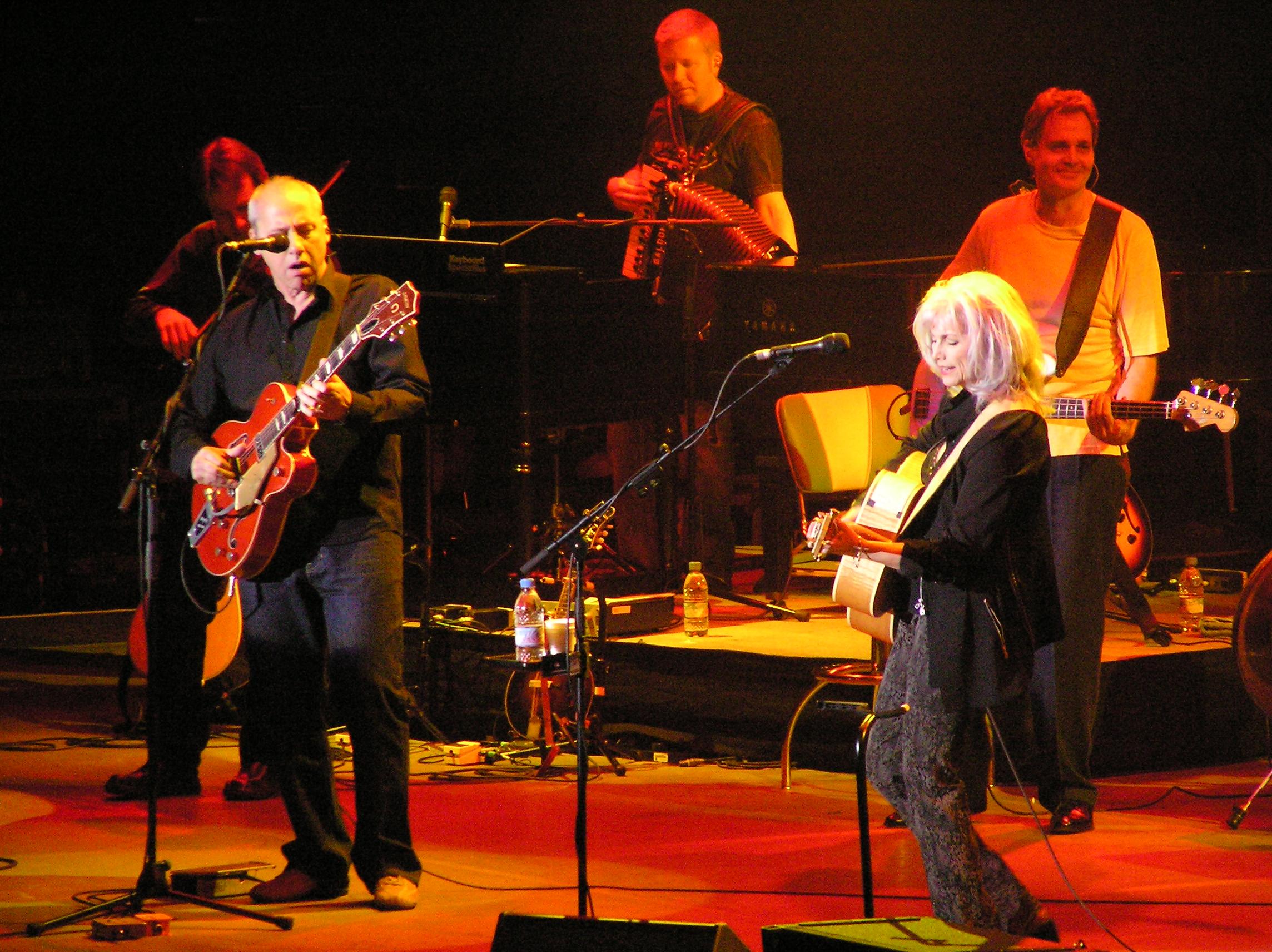
Mark Knopfler und Emmylou Harris, 2006

Nach den Jahren mit Dire Straits widmete sich Knopfler seiner Solokarriere. 1994 und 1995 nahm er in Dublin und London das Album Golden Heart auf, das seiner Frau Kitty Aldridge gewidmet ist. Spitzenmusiker, wie der aus Chicago stammende Gitarrist Richard Bennett, Bassist Glenn Worf, Pianist Jim Cox und Schlagzeuger Chad Cromwell unterstützten ihn bei den Aufnahmen. Außerdem begleitete ihn sein Dire-Straits-Kollege Guy Fletcher. Später wurde diese Besetzung die „96ers“ genannt. Alle genannten Musiker spielen mindestens zwei Instrumente und haben sich in der Nashville-Szene, also im Country-Bereich, einen Namen gemacht. Auf dem Album Golden Heart hat Knopfler auch einige Titel mit irischen Folkmusikern, unter anderem Dónal Lunny, Liam O’Flynn, Seán Keane und Máirtin O’Connor, aufgenommen (beispielsweise das Intro von Darling Pretty, A Night in Summer Long Ago oder Done With Bonaparte). 1996 folgte eine kleine Tour durch Europa.
Von 1996 bis 1998 tourte er mit den Notting Hillbillies wieder durch Großbritannien. Außerdem schrieb er in diesen Jahren die Soundtracks für die Filme Metroland und Wag the Dog. Im Gedenken an die Opfer des Schulmassakers in der schottischen Stadt Dunblane vom 16. März 1996, bei dem in der Dunblane Primary School 16 Schüler und ihr Lehrer getötet wurden, nahm Ted Christopher mit einem Schülerchor aus Dunblane und Mark Knopfler an der Sologitarre den Bob-Dylan-Klassiker Knockin’ on Heaven’s Door neu auf, für den Christopher eine neue Strophe passend zur Tragödie geschrieben hatte. Mit dieser Aufnahme wurden Spenden gesammelt, die einem neuen Gemeindezentrum der Stadt zugutekamen. Im September 1997 fand in der Londoner Royal Albert Hall ein Benefizkonzert für die Insel Montserrat statt, wo Knopfler mit den Dire Straits ihr erfolgreichstes Album Brothers in Arms aufgenommen hatte. Knopfler spielte eigene Stücke und unterstützte andere Musiker wie Eric Clapton, Phil Collins, Sting und Paul McCartney an der Gitarre.
Von 1998 bis 2000 nahm Knopfler in Nashville Sailing to Philadelphia mit der Hitsingle What It Is auf. Das Album war in den Hitparaden erfolgreich: in Österreich kam es auf Platz 2, in Deutschland auf Platz 1. Sailing to Philadelphia unterschied sich sehr von Knopflers zuvor erschienenen Alben. Bis auf wenige Ausnahmen wie What It Is oder Silvertown Blues sind die meisten Lieder Country-Songs. Auf dem Album finden sich auch Duette mit James Taylor und Van Morrison. 2001 folgte eine Tournee, die Knopfler erstmals nach Südamerika führte.
Im Jahr 2000 schrieb er den Soundtrack für den Film A Shot at Glory. Im selben Jahr zog sich Ed Bicknell als sein Manager (er war auch Manager der Dire Straits gewesen) zurück. Seine Aufgabe übernahm Paul Crockford. 2002 gründete Knopfler in London die British Grove Studios. Im Juli des Jahres gab er vier Wohltätigkeitskonzerte, bei denen er sich im ersten Teil der Auftritte mit den Notting Hillbillies wiedervereinte und im zweiten Teil mit Musikern der Dire Straits (John Illsley am Bass, Chris White am Saxophon und Danny Cummings am Schlagzeug) spielte. The Ragpicker’s Dream – wieder in Nashville aufgenommen – war noch countrylastiger als der Vorgänger. 2003 musste Knopfler wegen eines Motorradunfalls die Tournee für das Album absagen.
Im Februar 2004 begann Knopfler in Los Angeles mit den Aufnahmen zu Shangri-La. Das Titelstück Our Shangri-La drückt Knopflers Dankbarkeit dafür aus, dass bei seinem Motorradunfall nichts Schlimmeres passiert war. Die Textzeile „This is all the heaven we’ve got, right here where we are“ soll daran erinnern, das Leben zu schätzen und zu genießen. Eine limitierte DVD zeigt das Making of der Platte mit Interviews der Band. 2005 folgte eine weitere große Tournee, die ihn erstmals seit 1992 wieder nach Australien führte.

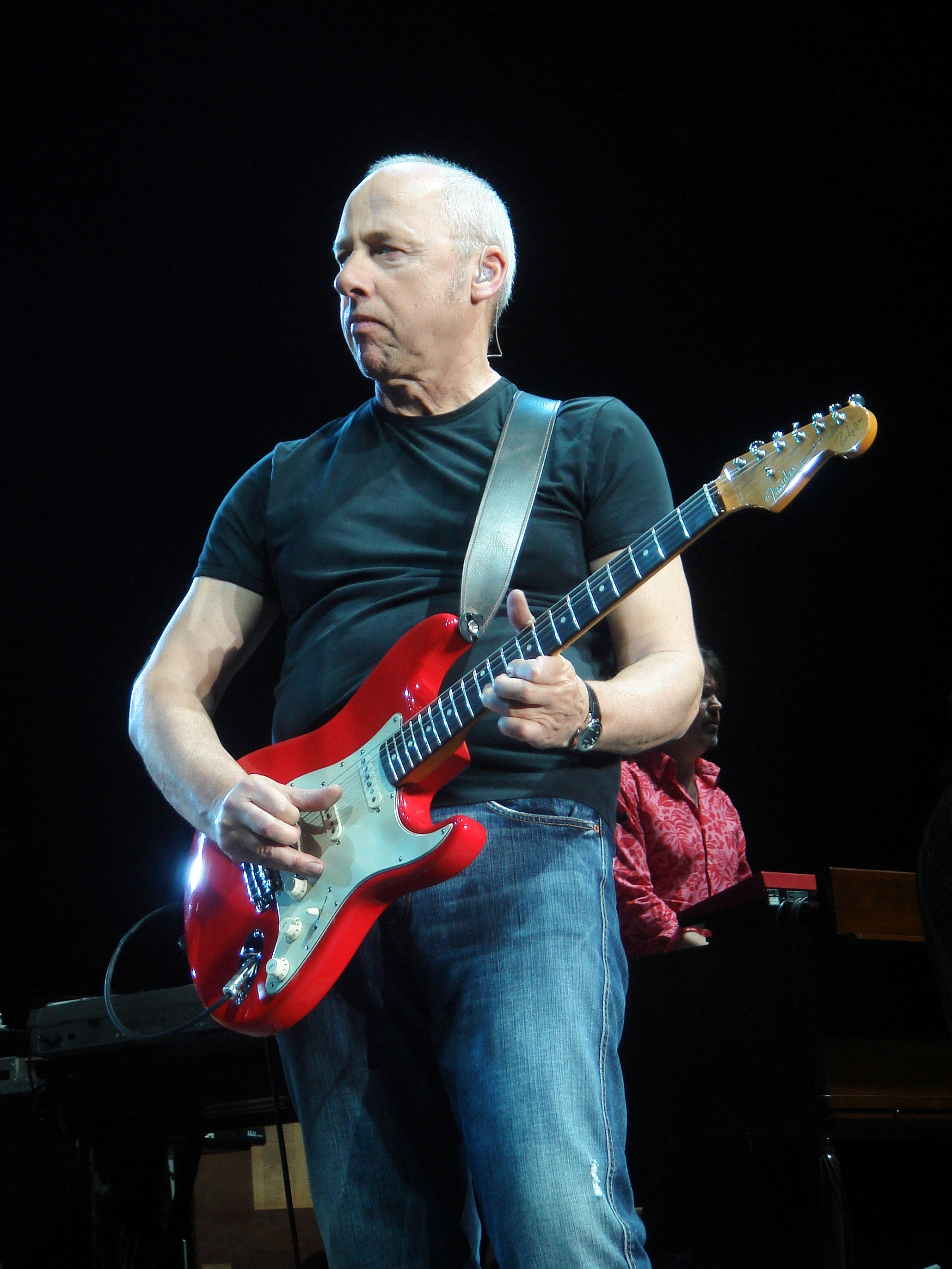
Mark Knopfler, 2008

Von 1999 bis 2005 hat Knopfler einige Titel mit der Country-Sängerin Emmylou Harris aufgenommen. Diese Songs wurden zu einem Duett-Album mit dem Titel All the Roadrunning zusammengestellt, das im April 2006 veröffentlicht wurde. Danach gingen die beiden auf Tournee durch Europa und die USA. Im Rahmen seiner Konzertreise An Evening of Duets mit Harris spielte er im Mai 2006 in der Color Line Arena in Hamburg und im Juni in der Frankfurter Festhalle.
Auf dieser Tour wurde er von Richard Bennett (Rhythmusgitarre), Glenn Worf (Bass und Backgroundgesang), Matt Rollings (Keyboards und Backgroundgesang), Guy Fletcher (Keyboards und Backgroundgesang), Danny Cummings (Schlagzeug) und Stuart Duncan (Fiddle, Mandoline und Akustikgitarre) begleitet. Zu dieser Tournee erschien im November 2006 eine Live-DVD und eine Live-CD mit dem Titel Real Live Roadrunning.

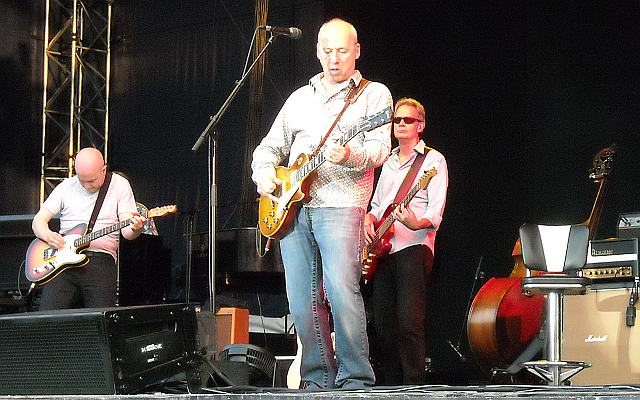
Mark Knopfler, 2013

Im September 2006 gab Knopfler ein Benefiz-Konzert in der amerikanischen Stadt Boothbay im Bundesstaat Maine für die Rettung des alten Opernhauses am Boothbay Harbor. Er spielte mit Fletcher (Keyboards und Gitarre), Bennett (Gitarre) und Worf (Bass) ohne Schlagzeuger. Dafür waren in dem knapp zwei Stunden langen Auftritt Titel von seinen Soloalben dabei, die Knopfler bis dahin nicht live gespielt hatte. Im Mai 2007 wurde eine Neuaufnahme der Dire-Straits-Ballade Brothers in Arms veröffentlicht, die daran erinnern sollte, dass sich 2007 der Falklandkrieg zum 25. Mal jährte. Die Einnahmen unterstützten bedürftige Veteranen des Krieges. Knopfler nahm diese neue Version in den Abbey Road Studios in London in einer „One-Take-Session“ auf.
Im Winter 2006/2007 und Frühling 2007 arbeitete Knopfler mit Fletcher, Worf und Cummings in London an seinem Soloalbum Kill to Get Crimson, das im September 2007 veröffentlicht wurde. Es ist ein ruhiges Album, das viele Texte mit Handlungen oder historischem Hintergrund präsentiert. Der Titelsong Let It All Go mit der Textzeile „kill to get crimson“ handelt beispielsweise von einem Maler, der Menschen töten will, um an die Farbe Purpur zu gelangen. Auf dem Album sind unter anderem Akkordeon, Violine und Flöte zu hören. Auch Saxophonist Chris White war erneut mit von der Partie und ist bei dem Song In the Sky zu hören. Anschließend ging Knopfler auf Promotion-Tour für das neue Album und spielte in kleinen Konzerthallen einstündige Shows. Die Tournee zum Album Kill to Get Crimson startete Ende März 2008 in Amsterdam. Die Setlist enthielt vom Album nur die Titel True Love Will Never Fade und The Fish and the Bird.
Im Winter 2008/2009 ging Knopfler erneut ins Studio, um mit dem Team, mit dem er bereits Kill to Get Crimson eingespielt hatte, ein neues Album aufzunehmen. Es erschien im September 2009 unter dem Titel Get Lucky. Die anschließende Get Lucky Tour führte 2010 durch Nordamerika und Europa. Im Oktober 2011 begann Knopfler in Dublin mit Bob Dylan eine gemeinsame Europatournee. Beide Musiker spielten mit ihrer Band jeweils ihre eigenen Konzerte nacheinander. Je weiter die Tour fortschritt, umso mehr arbeitete Knopfler sich in das Programm von Dylan ein, so dass Knopfler als Höhepunkt des Abends gemeinsam mit Dylan auf der Bühne stand und einige von Dylans Songs auf der Gitarre begleitete.
Im August 2012 wurde das Doppelalbum Privateering veröffentlicht. Es folgte von April bis Juli eine Europatournee. Aus Protest gegen Razzien und Repressionen russischer Behörden gegen Menschenrechtler von Amnesty International und Human Rights Watch sagte Knopfler zwei Konzerte in Moskau und St. Petersburg ab. Im Oktober 2013 gab er vier Konzerte in den USA. Sein achtes Soloalbum, Tracker, erschien im März 2015. Auch hier schloss sich eine Tournee durch Europa und Nordamerika an.
2018 veröffentlichte er sein neuntes Soloalbum Down the Road Wherever, das er gemeinsam mit Fletcher in seinem eigenen Studio in London produziert hat. Die erste Single Back on the Dancefloor sei wahrscheinlich der beste Song, den Knopfler seit etwa dreißig Jahren geschrieben habe, urteilte Richard Kämmerlings. Von April bis Juli 2019 ging Knopfler auf Tournee durch Europa und absolvierte beginnend in Barcelona 57 Konzerte in zwanzig Ländern.
Im April 2024 erschien sein zehntes Soloalbum One Deep River. Bereits Ende März 2024 hatte Knopfler, der eine schwere Long-COVID-Erkrankung überstanden hat, bekanntgegeben, nicht mehr auf Tour gehen zu wollen.

## Musikalische Einflüsse und Stil
Musikalisch wurde Knopfler in seiner Jugend, wie er im Oktober 2004 in einem Interview mit dem österreichischen Radiosender Ö3 erzählte, stark von dem Gitarristen der Band The Shadows, Hank Marvin, beeinflusst. Der Vergleich der Gitarre bei dem Song Atlantis von den Shadows mit den Stücken Our Shangri-La und Everybody Pays auf Knopflers Album Shangri-La zeigt, wie sehr ihn Marvins Sound inspiriert hat. Der US-amerikanische Musiker J. J. Cale zählt ebenfalls zu seinen Einflussquellen.
Charakteristisch ist neben seiner rauchigen Stimme seine Art des Gitarrenspiels, bei dem die Saiten der E-Gitarre mit den Fingern angeschlagen oder gezupft werden. Er zählt zu den wenigen E-Gitarristen, die fast ohne Plektrum spielen. Für „Notfälle“ hat er ein Plektrum dabei, das er für ein sogenanntes Hybridpicking einsetzt. Ein charakteristisches Merkmal seiner Gitarrensoli ist das bewusste „Stolpern auf dem Griffbrett“ – ein sehr schnelles und kontrolliertes, stark asynkopisches Versetzen einzelner Töne innerhalb der Melodie, ohne dabei aus dem Takt zu geraten. Ein weiteres Merkmal ist, beim Anschlag der Saite den Lautstärkeknopf aufzudrehen. Knopfler ist Linkshänder, spielt seine Gitarre aber wie ein Rechtshänder.

### Gitarren
Für gewöhnlich spielt er eine Fender Stratocaster. Fender widmete ihm ein eigenes rotes Signature-Modell mit der Bezeichnung „Hot Rod Red“. Daneben spielt er auch andere Gitarren wie Gibson Les Paul, Schecter, Gretsch oder Rickenbacker, auf der Shangri-La-Tournee 2005 auch Instrumente von Danelectro und Silvertone. Seine bevorzugten Live-Gitarren sind eine Pensa-Suhr MK-II (gebaut von John Suhr in der New-Yorker Gitarrenwerkstatt von Rudy Pensa) und eine 1937 National-Style-“O”-Gitarre, die er etwa für das Stück Romeo and Juliet verwendete und die auch auf dem Cover des Dire-Straits-Albums Brothers in Arms abgebildet ist.

## Rezeption
Der Rolling Stone listete Knopfler 2011 auf Rang 44 der 100 größten Gitarristen aller Zeiten. In einer Liste aus dem Jahr 2003 hatte er Rang 27 belegt.
Nach Mark Knopfler wurde die auf Madagaskar entdeckte Dinosaurierart Masiakasaurus knopfleri benannt. 2015 wurde ein Asteroid nach ihm benannt: (28151) Markknopfler.

## Diskografie
Studioalben

| Jahr | Titel Musiklabel                                            | Höchstplatzierung, Gesamtwochen, AuszeichnungChartplatzierungen (Jahr, Titel, Musiklabel, Platzierungen, Wochen, Auszeichnungen, Anmerkungen) | Höchstplatzierung, Gesamtwochen, AuszeichnungChartplatzierungen (Jahr, Titel, Musiklabel, Platzierungen, Wochen, Auszeichnungen, Anmerkungen) | Höchstplatzierung, Gesamtwochen, AuszeichnungChartplatzierungen (Jahr, Titel, Musiklabel, Platzierungen, Wochen, Auszeichnungen, Anmerkungen) | Höchstplatzierung, Gesamtwochen, AuszeichnungChartplatzierungen (Jahr, Titel, Musiklabel, Platzierungen, Wochen, Auszeichnungen, Anmerkungen) | Höchstplatzierung, Gesamtwochen, AuszeichnungChartplatzierungen (Jahr, Titel, Musiklabel, Platzierungen, Wochen, Auszeichnungen, Anmerkungen) | Anmerkungen                                                    |
| Jahr | Titel Musiklabel                                            | DE | AT | CH | UK | US | Anmerkungen                                                    |
| ---- | ----------------------------------------------------------- | --- | --- | --- | --- | --- | -------------------------------------------------------------- |
| 1996 | Golden Heart Vertigo, Warner Bros.                          | DE5 (28 Wo.)DE | AT8 (16 Wo.)AT | CH3 Gold · (24 Wo.)CH | UK9 Gold · (17 Wo.)UK | US105 (12 Wo.)US | Erstveröffentlichung: 26. März 1996 Verkäufe: + 397.500        |
| 2000 | Sailing to Philadelphia Mercury, Warner Bros.               | DE1 Platin · (36 Wo.)DE | AT2 Gold · (13 Wo.)AT | CH1 Platin · (25 Wo.)CH | UK4 Gold · (16 Wo.)UK | US60 Gold · (22 Wo.)US | Erstveröffentlichung: 26. September 2000 Verkäufe: + 2.642.500 |
| 2002 | The Ragpicker’s Dream Mercury, Warner Bros.                 | DE4 Gold · (16 Wo.)DE | AT9 (8 Wo.)AT | CH4 Gold · (15 Wo.)CH | UK7 Gold · (5 Wo.)UK | US38 (6 Wo.)US | Erstveröffentlichung: 30. September 2002 Verkäufe: + 530.000   |
| 2004 | Shangri-La Mercury, Warner Bros.                            | DE3 Gold · (17 Wo.)DE | AT14 (6 Wo.)AT | CH7 Gold · (9 Wo.)CH | UK11 Silber · (4 Wo.)UK | US66 (6 Wo.)US | Erstveröffentlichung: 28. September 2004 Verkäufe: + 200.000   |
| 2007 | Kill to Get Crimson Mercury, Warner Bros.                   | DE2 Gold · (24 Wo.)DE | AT10 (6 Wo.)AT | CH3 Gold · (13 Wo.)CH | UK9 Silber · (5 Wo.)UK | US27 (7 Wo.)US | Erstveröffentlichung: 17. September 2007 Verkäufe: + 220.000   |
| 2009 | Get Lucky Mercury, Reprise                                  | DE2 Gold · (31 Wo.)DE | AT10 (7 Wo.)AT | CH5 (11 Wo.)CH | UK9 Silber · (5 Wo.)UK | US17 (8 Wo.)US | Erstveröffentlichung: 14. September 2009 Verkäufe: + 230.000   |
| 2012 | Privateering Mercury                                        | DE1 Gold · (13 Wo.)DE | AT1 (14 Wo.)AT | CH2 (13 Wo.)CH | UK8 Silber · (5 Wo.)UK | US65 (1 Wo.)US | Erstveröffentlichung: 3. September 2012 Verkäufe: + 190.000    |
| 2015 | Tracker Mercury, Verve                                      | DE1 Gold · (23 Wo.)DE | AT1 Gold · (13 Wo.)AT | CH2 Gold · (22 Wo.)CH | UK3 Silber · (14 Wo.)UK | US14 (3 Wo.)US | Erstveröffentlichung: 16. März 2015 Verkäufe: + 243.500        |
| 2018 | Down the Road Wherever British Grove, Virgin EMI, Blue Note | DE3 Gold · (22 Wo.)DE | AT4 (9 Wo.)AT | CH1 (21 Wo.)CH | UK17 (6 Wo.)UK | US15 (1 Wo.)US | Erstveröffentlichung: 16. November 2018 Verkäufe: + 110.000    |
| 2024 | One Deep River EMI, Universal                               | DE1 (10 Wo.)DE | AT1 (8 Wo.)AT | CH1 (14 Wo.)CH | UK3 (3 Wo.)UK | US157 (1 Wo.)US | Erstveröffentlichung: 12. April 2024                           |